# アッシュボリー・ベース
アッシュボリー・ベースは Alun Ashworth-Jones（英国のフォークミュージシャン、アル・ジョーンズの本名）と Nigel Thornboryにより1985年に開発された弦長18インチ(約46センチ)のフレットレス（ただしフレット位置に線が引かれている）エレキベースである。この弦長は一般的なベースの弦長34インチ(約84センチ)の半分にあたる。アンプの使用により、アッシュボリー・ベースは低く共鳴的な、コントラバスのピチカートに似た音を発する。

## 特徴
アッシュボリー・ベースは音を鳴らすためにシリコンゴムの弦とピエゾ式ピックアップを使用する。弦の張力が弱いため、アッシュボリー・ベースのネックにはトラスロッドが入っていない。一般的なエレキギターやエレキベースと異なり、ブリッジもネックも調節可能にはなっていない。

## 弦
純正品であるシリコンゴムの弦は滑りが悪いため手にベビーパウダーをつけて演奏するなどの工夫が必要であり、また、耐久性が低いという問題がある。材質としてポリウレタンを使用したウクレレベース用の弦を使用することが可能であり、多くの演奏者はこの弦を利用している。

## 演奏スタイル
製造元は「標準的なエレキベースの指弾きによる演奏スタイル」を薦めている。スラッピング・ポッピング・ピッキングといった奏法には適していない一方、アッシュボリー・ベースはエレキベースにはないサウンドを奏でることが可能である。
コントラバスのピチカートに近い音
右手で弦を普通に弾く。
エレキベースに近い音
高音コントロールを上げてブリッジ付近を弾く。
アナログシンセサイザーに近い音
絃を左手でミュートしタッピング奏法で弾く。

## その他
アッシュボリー・ベースは元々ベーシストのための携帯用楽器として考案された。皮肉にも、現在の34インチスケールのエレキベースは元々同じ理由によりコントラバスの代用として使用されたものである。
アッシュボリー・ベースは当初ギルドが製造販売を行っていたが、1999年の再発売では、当時ギルドを傘下に収めていたフェンダー社のライセンス下により製造されている。